# Psychiatrická nemocnice Kosmonosy
Psychiatrická nemocnice Kosmonosy (dříve Psychiatrická léčebna Kosmonosy) je druhé nejstarší psychiatrické zařízení v České republice (po pražských Kateřinkách), když první pacienty přijala 27. dubna 1869. Nachází se v katastru městečka Kosmonosy a sídlí mimo jiné v budově bývalé piaristické koleje. Disponuje 600 lůžky a 500 zaměstnanci.